# ملكة جمال إسبانيا

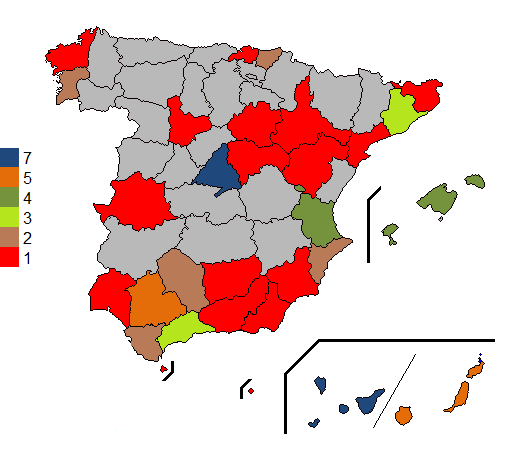
ترتيب المحافظات الإسبانية التي فازت بلقب ملكة جمال إسبانيا من 1931 إلى 2011.

ملكة جمال إسبانيا  هي أهم مسابقة جمال تقام في أسبانيا وتقوم في كل عام منها يتم اختيار ممثلين إسبانيا في مسابقة ملكة جمال الكون ومسابقة ملكة جمال العالم، و مسابقة ملكة جمال الأرض .بدات المسابقة في عام 1929 وتوقفت اثناء الحرب الاهلية الإسبانية.وايضا منعت من اقامته اثناء حكم فرانثيسكو فرانكو لاسبانيا.

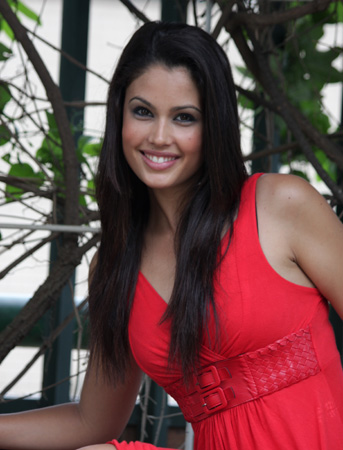
باتريشيا رودريغيز ، ملكة جمال أسبانيا 2008.

## التاريخ
تعود أصول ملكة جمال أسبانيا إلى عام 1929 ، عندما جرت المسابقات حتى اندلاع الحرب الأهلية في عام 1936 ، تلتها دكتاتورية فرانسيسكو فرانكو ، التي لم تسمح بمسابقات ملكة الجمال حتى عام 1961.
حازت المسابقة على شعبية كبيرة منذ انطلاقها، وقد نمت ابتداءً من عام 1991، عندما تم إنتاج أول بث تليفزيوني للمسابقة على القناة الرسمية الاسبانية (تيليسينكو)، والتي استمرت في عرض المسابقة بشكل متواصل حتى عام 2008.

كانت المسابقة تقام بالتناوب بين مختلف المدن الاسبانية حتى عام 2003، حيث استقرت في (مارينادور) إحدى المنتجعات السياحية بمقاطعة (كستِلون)، واستمرت كذلك حتى عام 2008.
أما في عام 2009 عقد الاحتفال بمدينة كانكون (المكسيك) وبذلك يكون أول احتفال لمسابقة الجمال تم عقده خارج الحدود الاسبانية.
وبالتزامن مع الذكرى الخمسين للمسابقة في عام 2010 التي عُقدِت بميدان مجلس البلدية بمدينة طُليطلة، قامت ماريا خوسي أولا بتسلم التاج للفائزة.
كان اندريس سيد فيرنانديس الراعي الرسمي للعلامة التجارية حتى أول يناير2011 عندما قرر التخلي عنها مقابل ثلاثة ملايين يورو لصالح المجموعة العقارية التابعة لمدينة اليكانتي تحت إدارة خوليو مارتين.
وتعتبر اندريا هويسجين سيرانو اخر فائزة حازت على لقب ملكة جمال اسبانيا بمدينة اشبيلية في 27 نوفمبر لعام 2011.
ففي نوفمبر 2012 قامت المسابقة بفسخ العقد المتفق عليه مع المجموعة العقارية حتى تتمكن من المشاركة في مسابقة ملكة جمال الكون وبذلك فقدت مجموعة اليكانتي حقوق ملكيتها.
ثم توقفت مسابقة ملكة جمال اسبانيا لمدة ثمانية أعوام حتى انشأ ويليام إسكوبار جارثيا -عامل قديم بمسابقة ملكة جمال اسبانيا- شركة (كونى جميلة الاسبانية) والتي أسست مسابقتي (ملكة الكون الاسبانية) و(ملكة العالم الاسبانية).
وبذلك قد عاد الاحتفال بملك وملكة جمال اسبانيا رسمياً عام 2019 بعد انقطاع دام ثمانية أعوام تحت إدارة جديدة بقيادة چونكال ريڤيرو ملكة جمال اسبانيا 1984 وملكة جمال أوروبا 1985.

## شروط التقدم لمسابقة ملك/ملكة جمال اسبانيا:[5]

### الجنسية
- يجب أن يكون المرشح/ة مولود في اسبانيا وحامل للجنسية الاسبانية.
- أن يكون متحدثاً للغة الاسبانية بشكل صحيح.
- أن يكون مطلع على الثقافة الاسبانية.

### النوع
من اجل المشاركة في مسابقة ملك/ة جمال اسبانيا يجب أن يكون المرشحين متطابقين جسدياً وفسيولوجياً مع تحليل الحمض النووي الخاص بهم.

### العمر
تستقبل المرشحين (ذكر أو أنثى) أكبر من سن 18 عام وفى حالة أن يكون المشارك أصغر من السن المطلوب يُتاح له التقدم طالما بلغ سن الرشد في النصف الأول من عام المشاركة في المسابقة.
أما الحد الأقصى للعمر هو 30 عاماً طالما بلغه المشارك حتى 31 ديسمبر من عام المشاركة.

### الحالة الاجتماعية
يمكن أن يشارك أي شخص بغض النظر عن حالته الاجتماعية.

### الطول/الوزن
يمكن أن يتقدم للمسابقة أي فرد (ذكر-أنثى) مستوفى للمعايير الصحية الموصي بها بواسطة منظمة الصحة العالمية.

### الذرية والحمل
كون المتسابق أب أو أم لا يمنع مشاركته في المسابقة.
ولكن لا يمكن للمرشحات المشاركة في المسابقة أثناء فترة الحمل وحتى الحصول على اللقب (طوال فترة التتويج).

### الوشم
يمكن ان يتقدم للمسابقة أي مرشح/ة يرسم وشماً طالما أن الوشم لا يعبر عن إهانة (سياسية-دينية-أخلاقية) للغالبية العظمى من المجتمع.
ولا يشير إلى أي رمز، تصرف، سلوك أو نشاط غير قانوني.

### عمليات التجميل
المتسابقون الخاضعون لعمليات تجميل يمكنهم المشاركة في المسابقة بشرط الا تكون النتيجة المرئية مختلفة بشكل مبالغ به عن الشكل الطبيعي.

## حاملات اللقب

### الفائزات من المقاطعات الاسبانية المستقلة
| المقاطعة الاسبانية المستقلة                                                                                        | عدد الفائزات |
| --- | ------------ |
| وصلة=https://es.wikipedia.org/wiki/Archivo:Flag_of_Andaluc%C3%ADa.svg\|حدود\|20x20بك الأندلس                       | 17           |
| وصلة=https://es.wikipedia.org/wiki/Archivo:Flag_of_the_Canary_Islands.svg\|حدود\|20x20بك جزر الكناري               | 11           |
| وصلة=https://es.wikipedia.org/wiki/Archivo:Flag_of_Catalonia.svg\|حدود\|20x20بك كتالونيا                           | 5            |
| وصلة=https://es.wikipedia.org/wiki/Archivo:Flag_of_the_Community_of_Madrid.svg\|حدود\|20x20بك مادريد               | 5            |
| وصلة=https://es.wikipedia.org/wiki/Archivo:Flag_of_the_Land_of_Valencia_(official).svg\|حدود\|20x20بك منطقة بلنسية | 5            |
| وصلة=https://es.wikipedia.org/wiki/Archivo:Flag_of_the_Basque_Country.svg\|حدود\|20x20بك إقليم الباسك              | 4            |
| وصلة=https://es.wikipedia.org/wiki/Archivo:Flag_of_Galicia.svg\|حدود\|20x20بك جليقية                               | 3            |
| وصلة=https://es.wikipedia.org/wiki/Archivo:Flag_of_Aragon.svg\|حدود\|20x20بك منطقة أرغون                           | 2            |
| وصلة=https://es.wikipedia.org/wiki/Archivo:Flag_of_the_Balearic_Islands.svg\|حدود\|20x20بك جزر البليار             | 2            |
| وصلة=https://es.wikipedia.org/wiki/Archivo:Flag_of_Castile_and_Le%C3%B3n.svg\|حدود\|20x20بك قشتالة وليون           | 2            |
| وصلة=https://es.wikipedia.org/wiki/Archivo:Flag_of_Castile-La_Mancha.svg\|حدود\|20x20بك قشتالة والمنشف             | 1            |
| وصلة=https://es.wikipedia.org/wiki/Archivo:Flag_of_the_Region_of_Murcia.svg\|حدود\|20x20بك منطقة مرسية             | 1            |

### ملكة جمال أسبانيا: 1929-2011
| العام | الفائزة                      | المنطقة      | ملاحظة                                                                                           |
| ----- | ---------------------------- | ------------ | ------------------------------------------------------------------------------------------------ |
| 1929  | بيبيتا سامبير †              | فالنسيا      |                                                                                                  |
| 1930  | ايلينا بلا †                 | فالنسيا      |                                                                                                  |
| 1931  | † إرميلينا كارينيو           | سيوداد ريال  |                                                                                                  |
| 1932  | تيريسيتا دانيال              | برشلونه      |                                                                                                  |
| 1933  | إميليا دوكيت                 | بونتيفيدرا   |                                                                                                  |
| 1934  | ماريا أوجينيا هينيكيس جيرون  | مدريد        |                                                                                                  |
| 1935  | أليسيا نافارو                | تينيريفي     | ملكة جمال أوروبا 1935                                                                            |
| 1959  | سالود روبيو بيريز-بشع        | توليدو       |                                                                                                  |
| 1960  | تيريزا ديل ريو               | مالاغا       |                                                                                                  |
| 1961  | ماريا ديل كارمن سيرفيرا      | برشلونه      |                                                                                                  |
| 1962  | ماروجا غارسيا نيكولاو        | اريس بالاريس | ملكة جمال أوروبا 1962                                                                            |
| 1963  | ماريا روزا بيريز غوميز       | تينيريفي     |                                                                                                  |
| 1964  | م أوزيه أولا                 | مدريد        |                                                                                                  |
| 1965  | أليسيا بوراس                 | برشلونه      |                                                                                                  |
| 1966  | باكيتا توريس بيريز           | مالاغا       | ملكة جمال أوروبا 1967                                                                            |
| 1967  | باكيتا دلغادو سانشيز         | قرطبه        |                                                                                                  |
| 1968  | أمبارو رودريغو               | فالنسيا      |                                                                                                  |
| 1969  | نويليا أفونسو                | تينيريفي     | ملكة جمال أوروبا 1970                                                                            |
| 1970  | جوزيفينا رومان               | كاديز        |                                                                                                  |
| 1971  | ماريا ديل كارمن مونيوز       | مدريد        |                                                                                                  |
| 1972  | روسيو مارتين مادريغال        | اشبيليه      |                                                                                                  |
| 1973  | أمبارو مونيوز                | مالاغا       | ملكة جمال الكون 1974                                                                             |
| 1974  | نيللي رودريغيز               | تينيريفي     |                                                                                                  |
| 1975  | أولغا فرنانديز بيريز         | بونتيفيدرا   |                                                                                                  |
| 1976  | لوز ماريا بوليغري هيرنانديز  | تينيريفي     |                                                                                                  |
| 1977  | غييرموا رويز دومينيش         | اريس بالاريس |                                                                                                  |
| 1978  | غلوريا ماريا فالنسيانو       | لاس بالماس   |                                                                                                  |
| 1979  | ماريا دولوريس فورنر تورو     | مدريد        |                                                                                                  |
| 1980  | فرانسيسكا أونديفيلا          | لاس بالماس   |                                                                                                  |
| 1981  | كريستينا بيريز كوتريل        | مالاغا       |                                                                                                  |
| 1982  | آنا إيزابيل هيريرو غارسيا    | تيرويل       |                                                                                                  |
| 1983  | غاربيني أباسولو غارسيا       | فيزكايا      |                                                                                                  |
| 1984  | جونكال ريفيرو فادريسك كاستيا | بلد الوليد   | ملكة جمال أوروبا 1985                                                                            |
| 1985  | أمبارو مارتينيز سيرمان       | فالنسيا      |                                                                                                  |
| 1986  | ريميديوس سيرفانتس مونتويا    | مالاغا       |                                                                                                  |
| 1987  | سونسولز أرتيغاس ميدروس       | لاس بالماس   |                                                                                                  |
| 1988  | إيفا ماريا بيدرازا لوبيز     | قرطبه        |                                                                                                  |
| 1989  | راكيل ريفويلتا أرمنغو        | اشبيليه      |                                                                                                  |
| 1990  | استير أرويو بيرموديز         | كاديز        |                                                                                                  |
| 1991  | صوفيا مازاغاتوس غوميز        | مدريد        |                                                                                                  |
| 1992  | أوجينيا سانتانا ألبا         | لاس بالماس   |                                                                                                  |
| 1993  | راكيل رودريغيس هيدالغو       | قرطبه        |                                                                                                  |
| 1995  | ماريا رييس فاسكيز            | سوريا        |                                                                                                  |
| 1996  | ماريا خوسيه سواريس بينيتيز   | اشبيليه      |                                                                                                  |
| 1997  | إينيس استيبان                | فيزكايا      |                                                                                                  |
| 1998  | ماريا خوسيه بيسورا فيلانويفا | مورسيا       |                                                                                                  |
| 1999  | لورينا برنال باسكوال         | غيبوزكوا     |                                                                                                  |
| 2000  | هيلين ليندس غريفيث           | لاس بالماس   |                                                                                                  |
| 2001  | لورينا فان هيرد أيالا        | اليكانتي     |                                                                                                  |
| 2002  | فانيا ميلان ميراس            | العامرية     |                                                                                                  |
| 2003  | إيفا ماريا غونزاليس فرنانديز | اشبيليه      |                                                                                                  |
| 2004  | ماريا خيسوس رويز غارزون      | خاين         |                                                                                                  |
| 2005  | فيرونيكا هيدالغو             | جيرونا       |                                                                                                  |
| 2006  | إليزابيث رييس فيليغاس        | مالاغا       |                                                                                                  |
| 2007  | ناتاليا زابالا أرويو         | غيبوزكوا     |                                                                                                  |
| 2008  | باتريشيا يورينا رودريغيز     | تينيريفي     |                                                                                                  |
| 2009  | إستيباليز بيريرا رابادي      | كورونيا      |                                                                                                  |
| 2010  | بولا غيو سيمبيري             | تيرويل       |                                                                                                  |
| 2011  | أندريا هويسن                 | برشلونه      | آخر ملكة جمال إسبانيا التي أرسلت إلى مسابقة ملكة جمال الكون والنسخة الأخيرة من ملكة جمال إسبانيا |

### معرض الفائزات

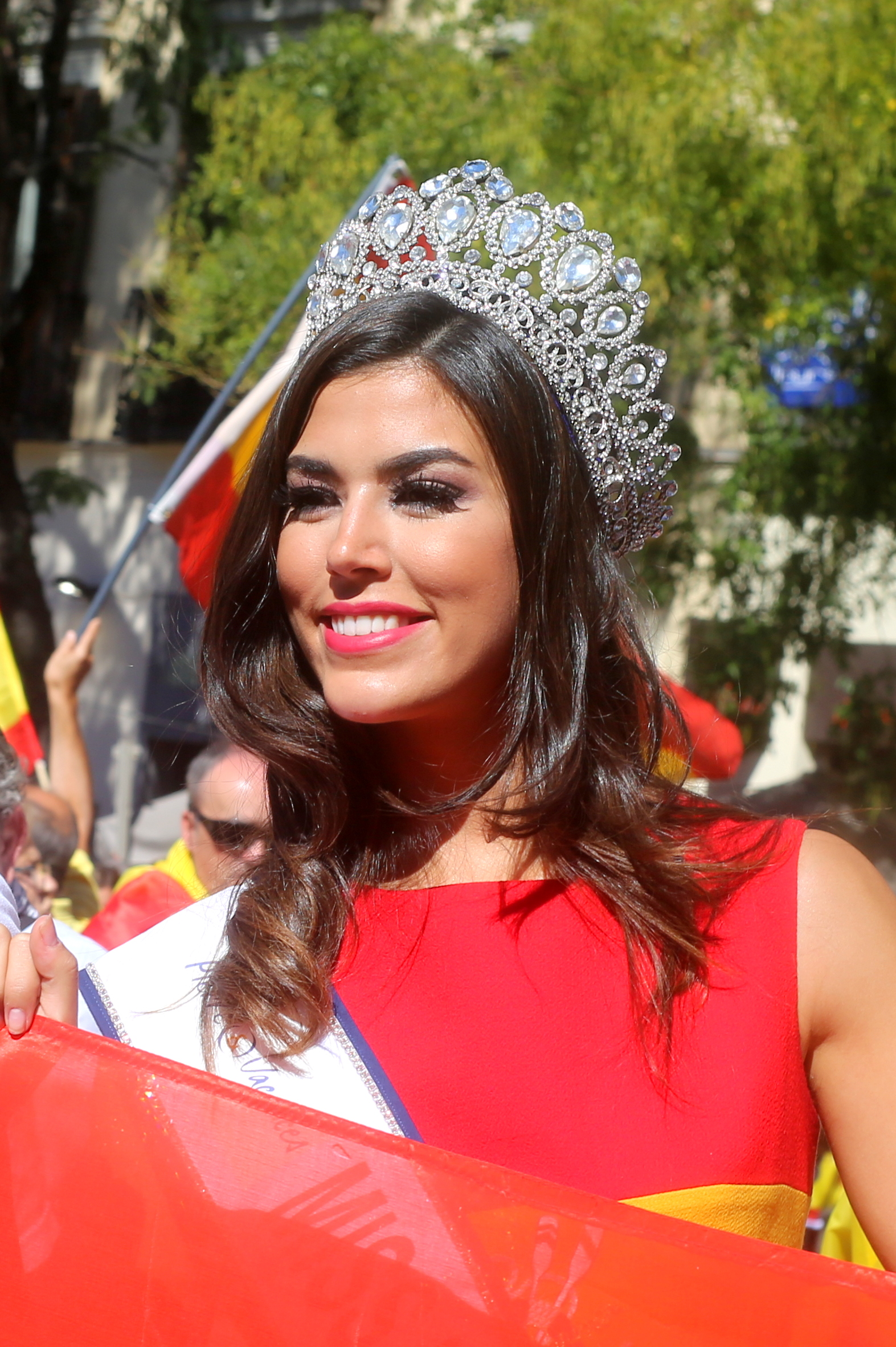
صوفيا ديل برادو ملكة جمال الكون أسبانيا 2017
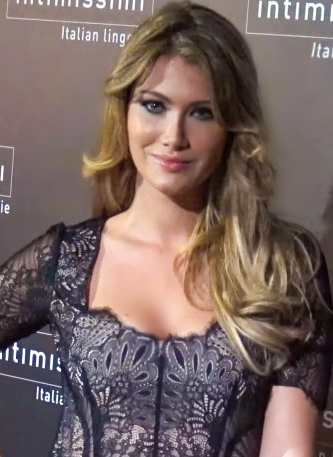
ميريا لالاجونا ، ملكة جمال إسبانيا 2015 وملكة جمال العالم 2015
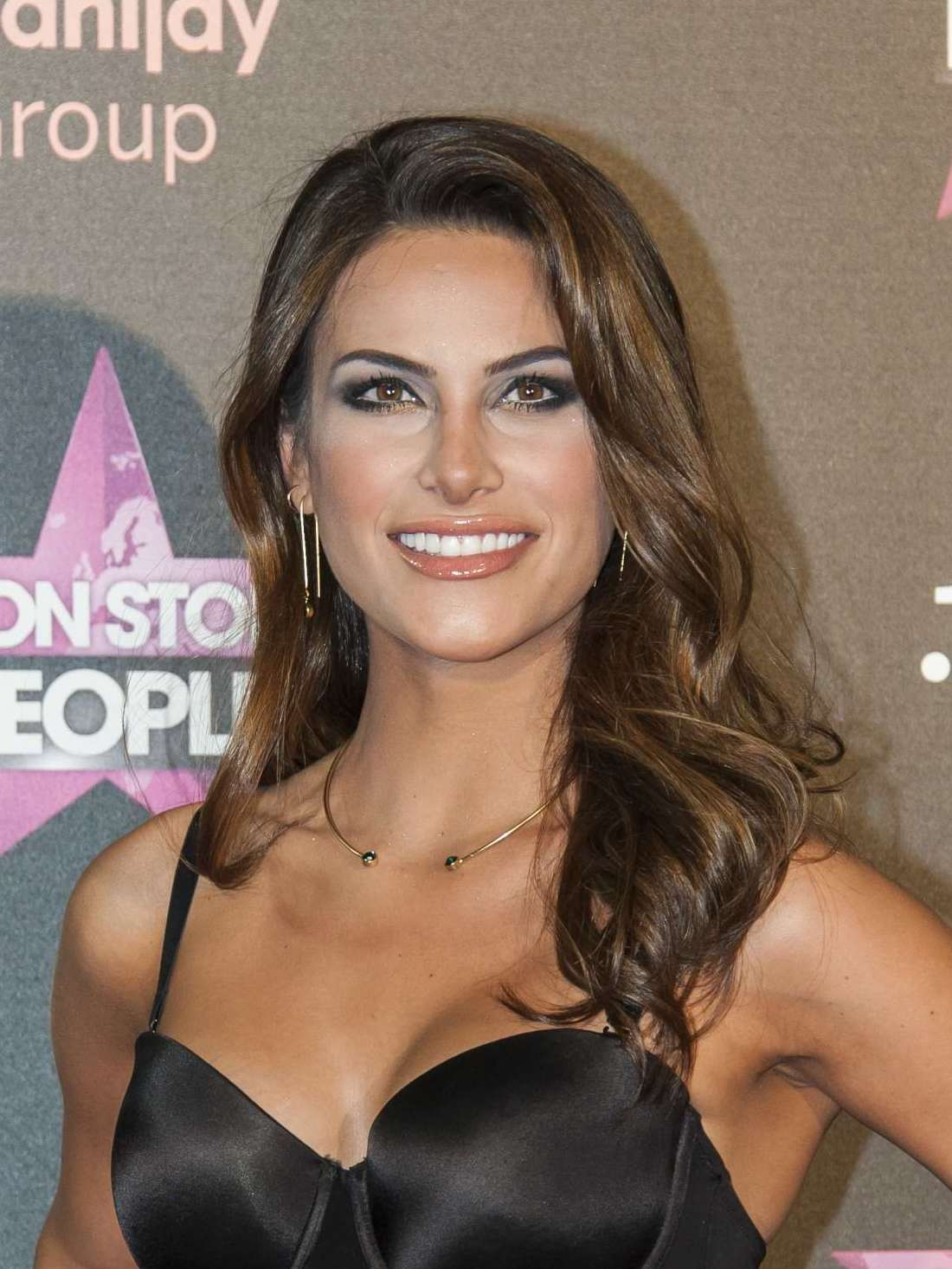
كارلا جارسيا ، ملكة جمال إسبانيا 2015 وملكة جمال إسبانيا 2011
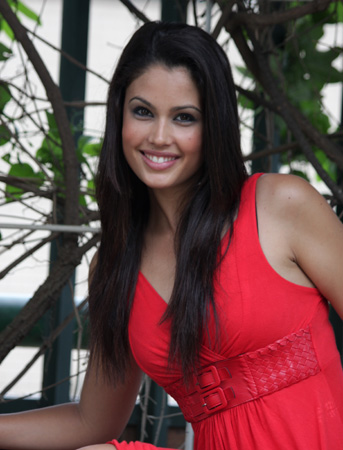
باتريشيا يورينا رودريغيز ، ملكة جمال إسبانيا 2013 وملكة جمال الكون إسبانيا 2008 / ملكة جمال العالم إسبانيا 2008
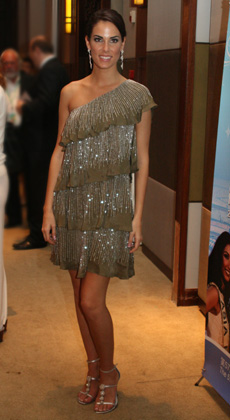
ناتاليا زابالا أرويو ملكة جمال أسبانيا 2007
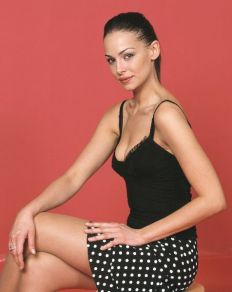
إيفا غونزاليس ملكة جمال أسبانيا 2003
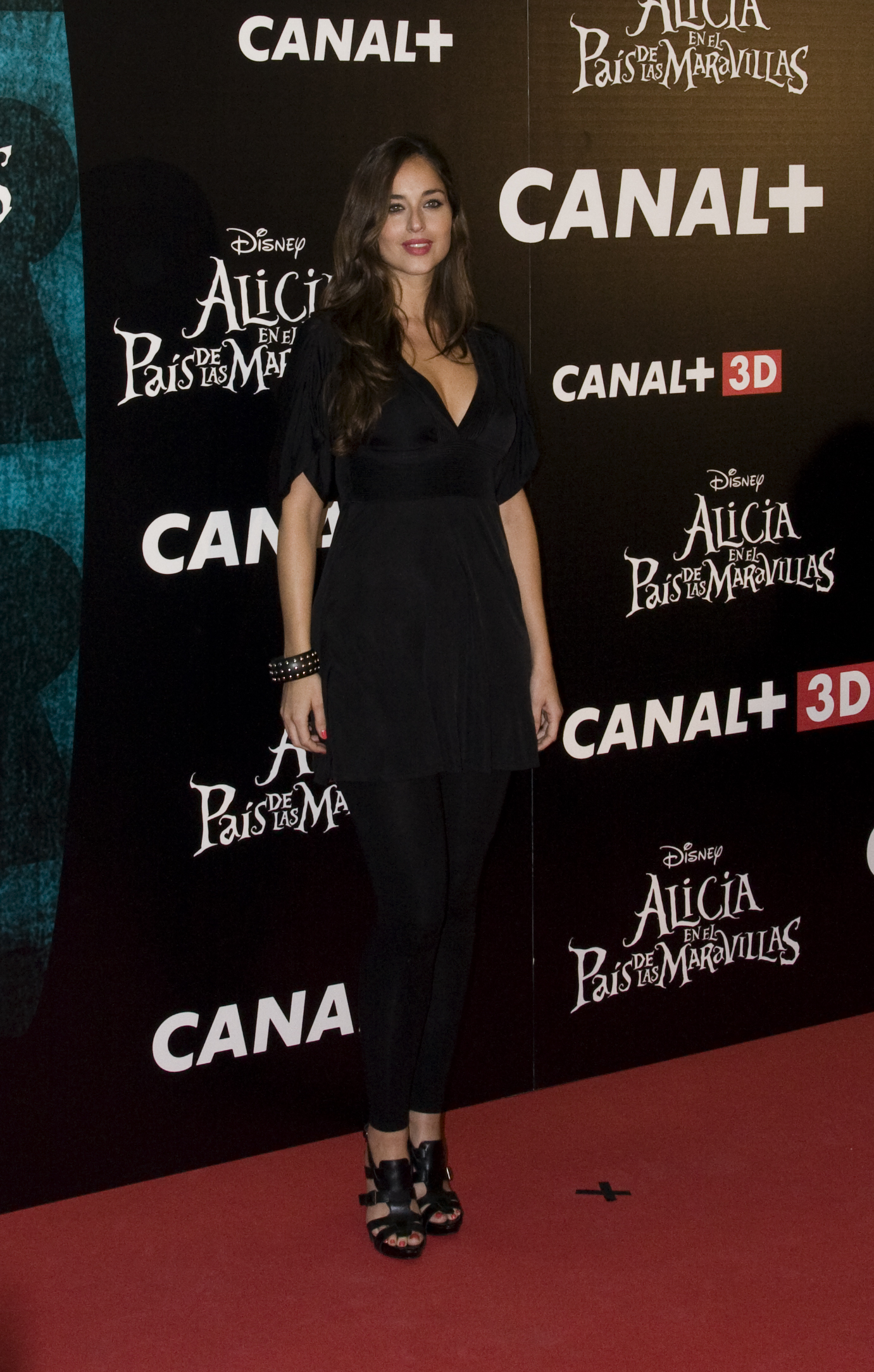
لورينا فان هيردي أيالا ملكة جمال أسبانيا 2001
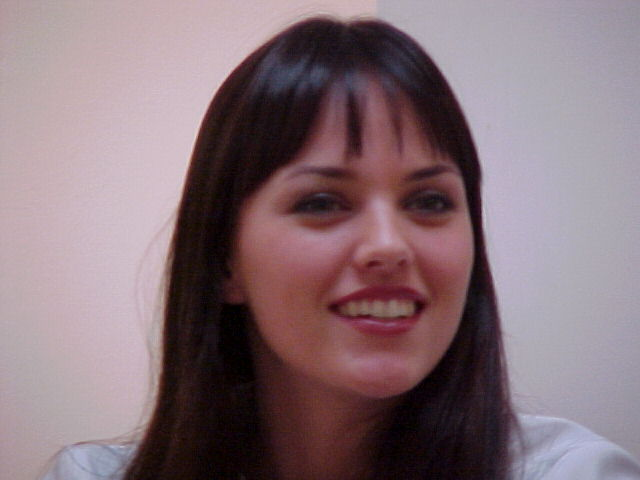
هيلين ليندس ملكة جمال أسبانيا 2000
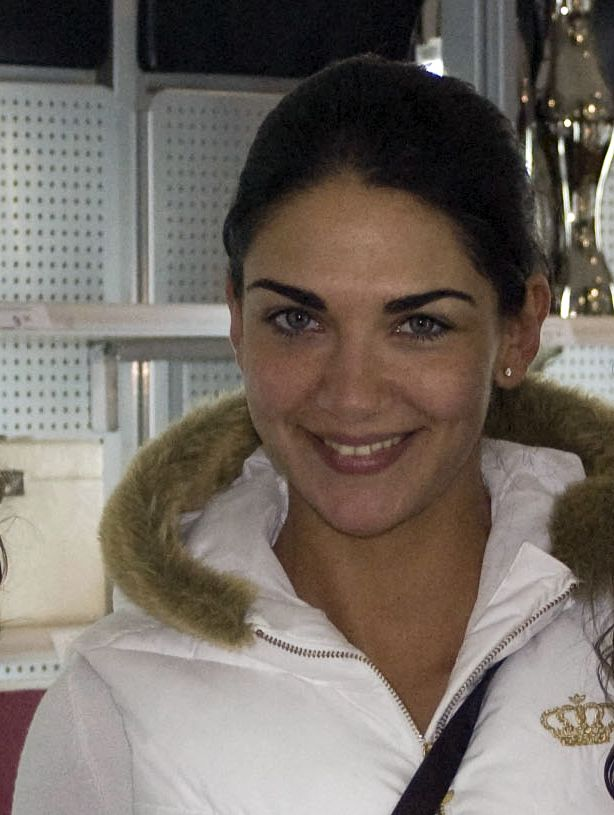
لورينا برنال باسكوال ملكة جمال أسبانيا 1999
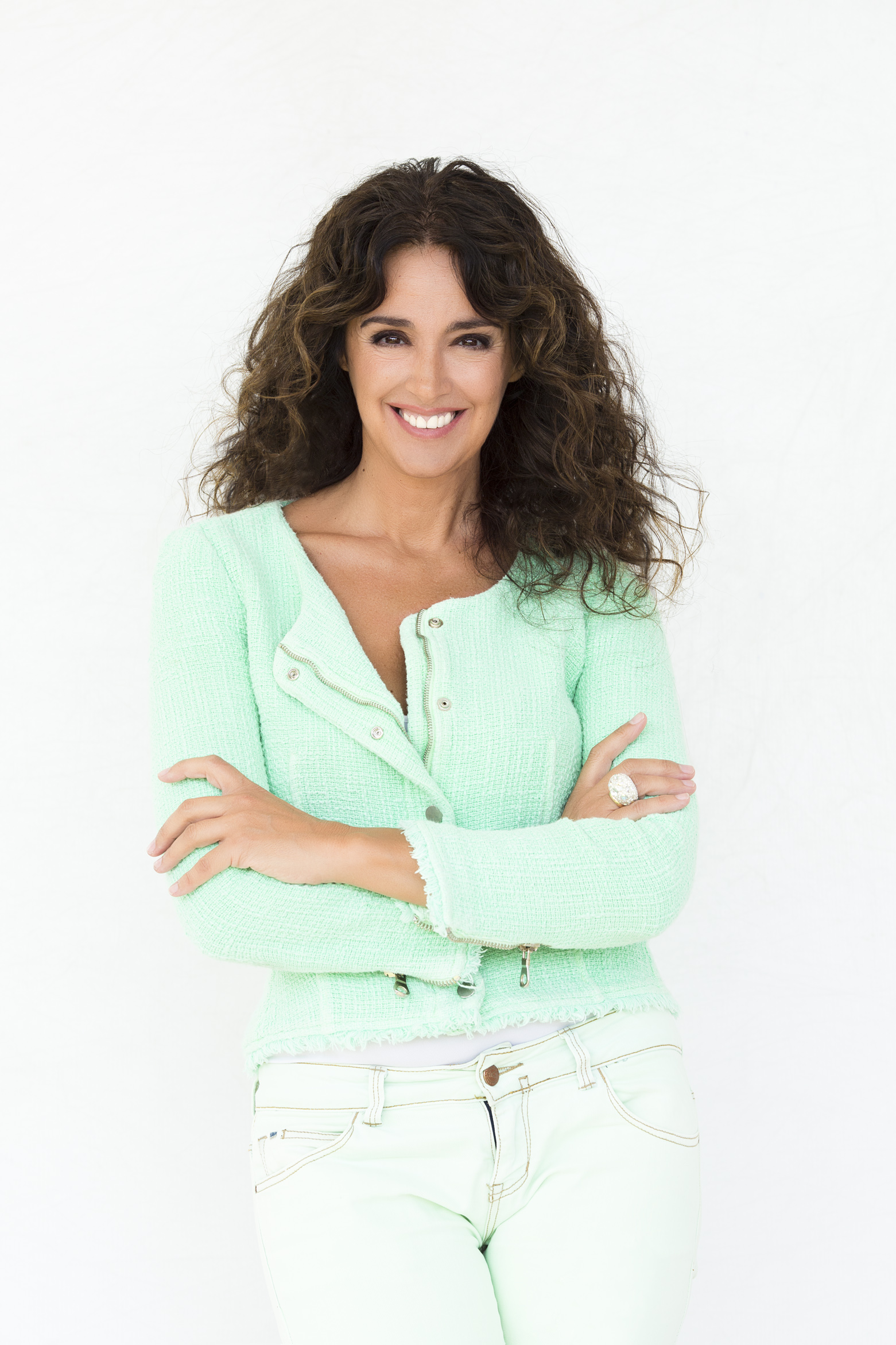
غاربيني أباسولو  [لغات أخرى]‏ ملكة جمال أسبانيا 1983
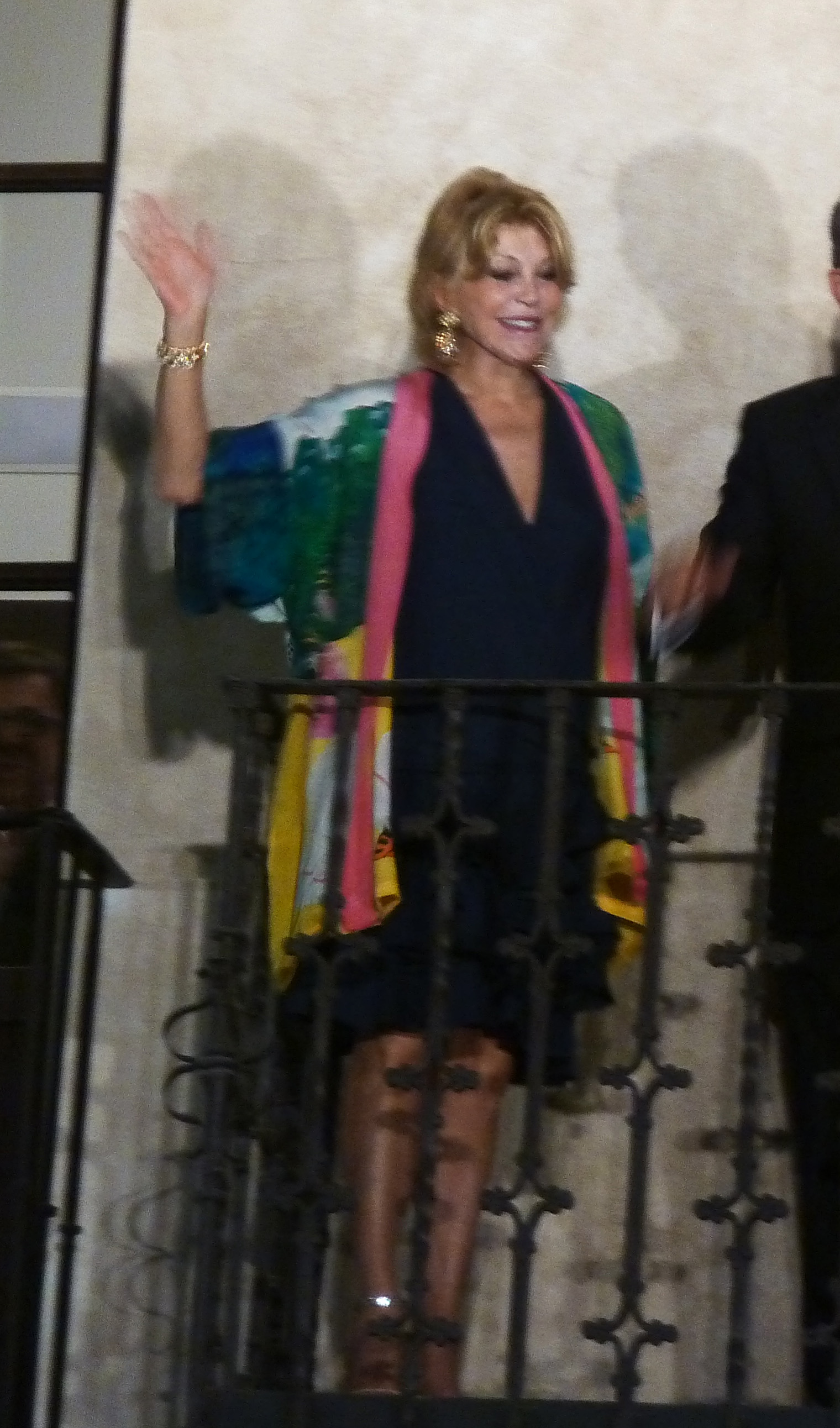
كارمن سيرفيرا ملكة جمال أسبانيا 1961
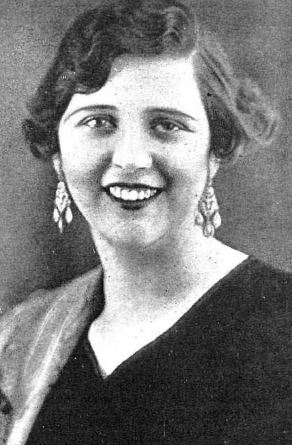
بيبيتا سامبر ملكة جمال أسبانيا عام 1929

## وصلات خارجية
- الموقع الإلكتروني الرسمي